# Saga (insecto)
Saga es un género de saltamontes longicornios de la subfamilia Saginae. Se distribuye en Asia, Europa y Norteamérica.

## Especies
Las siguientes especies pertenecen al género Saga:
- Saga beieri Kaltenbach, 1967
- Saga campbelli Uvarov, 1921
- Saga cappadocica Werner, 1903
- Saga ephippigera Fischer von Waldheim, 1846
- Saga gracilis Kis, 1962
- Saga hakkarica Sirin & Taylan, 2019
- Saga hellenica Kaltenbach, 1967
- Saga ledereri Saussure, 1888
- Saga longicaudata Krauss, 1879
- Saga natoliae Serville, 1838
- Saga ornata Burmeister, 1838
- Saga pedo (Pallas, 1771)
- Saga puella Werner, 1901
- Saga quadrisignata Philippi, 1863
- Saga rammei Kaltenbach, 1965
- Saga rhodiensis Salfi, 1929
- Saga syriaca Lucas, 1864